# (2077) Kiangsu
(2077) Kiangsu (1974 YA) – planetoida z grupy przecinających orbitę Marsa okrążająca Słońce w ciągu 3,55 lat w średniej odległości 2,33 au. Odkryta 18 grudnia 1974 roku.